# Mis Snow Man
Mis Snow Man（ミス・スノーマン）とは、ジャニーズJr.の男性アイドルグループである。ジャニーズ事務所所属。
2009年1月に結成された。2011年10月から真田佑馬と野澤祐樹が「noon boyz」として活動を始め、残り6人のメンバーも2012年5月から「Snow Man」としての活動を始めたため、事実上の解散となった。

## メンバー
| 名前                            | 生年月日               | 出身地   | 血液型 | ジャニーズ入所日 | 備考  |
| ------------------------------- | ---------------------- | -------- | ------ | ---------------- | ----- |
| 深澤 辰哉 （ふかざわ たつや）   | 1992年5月5日（32歳）   | 東京都   | B型    | 2004年8月12日    |       |
| 佐久間 大介 （さくま だいすけ） | 1992年7月5日（32歳）   | 東京都   | O型    | 2005年9月25日    |       |
| 渡辺 翔太 （わたなべ しょうた） | 1992年11月5日（32歳）  | 東京都   | B型    | 2005年6月26日    |       |
| 真田 佑馬 （さなだ ゆうま)      | 1992年11月21日（32歳） | 東京都   | O型    |                  |       |
| 野澤 祐樹 （のざわ ゆうき)      | 1992年12月30日（32歳） | 神奈川県 | O型    | 2005年6月12日    |       |
| 宮舘 涼太 （みやだて りょうた） | 1993年3月25日（32歳）  | 東京都   | A型    | 2005年10月1日    |       |
| 岩本 照 （いわもと ひかる）     | 1993年5月17日（31歳）  | 埼玉県   | A型    | 2006年10月1日    |       |
| 阿部 亮平 （あべ りょうへい）   | 1993年11月27日（31歳） | 千葉県   | AB型   | 2004年8月12日    | [ 1 ] |

### 過去のメンバー
| 名前                         | 生年月日              | 出身地 | 血液型 | ジャニーズ入所日 | 備考  |
| ---------------------------- | --------------------- | ------ | ------ | ---------------- | ----- |
| 小野寺一希（おのでら いっき) | 1993年1月16日（32歳） |        |        |                  | [ 6 ] |

## 略歴
2009年
- 1月、ユニットが結成される。雑誌『POTATO』10月号ではメンバーに小野寺の姿が無く、8人になっている（取材は8月上旬）。

2011年
- 7月9日、主演映画『HOT SNOW』が公開。当初は同年3月26日に公開予定であったが、東日本大震災の影響で公開が延期されていた。
- 8月、阿部亮平が学業に専念するため、芸能活動を休業。
- 真田佑馬と野澤祐樹が結成した「noon boyz」が10月から『笑っていいとも!』16代目いいとも青年隊に選ばれる。

2012年
- 2月、阿部亮平が復帰。
- 5月、深澤辰哉、佐久間大介、渡辺翔太、宮舘涼太、岩本照、阿部亮平の6人が「Snow Man」として活動することが正式に発表された。

## 出演
単独出演作品は各メンバーの記事を参照。

### バラエティ
- ザ少年倶楽部（2009年 - 2011年、NHK BSプレミアム）
- テストの花道（2010年3月29日 - 2011年、NHK教育テレビ） - 真田、野澤

### 映画
- HOT SNOW（2011年7月9日公開）主演[8][12]

### CM
- 日清食品
  - 日清レンジSpa王（2009年）ギャルソン 役 - 真田、野澤（滝沢秀明、戸塚祥太、橋本良亮と共演）[13]
  - 日清焼そばU.F.O.（2009年） - 深澤、岩本、渡辺、宮舘（長瀬智也）と共演[14]

### 舞台
- 新春滝沢革命（2009年、帝国劇場）
- DREAM BOYS（2009年9月4日 - 9月29日、帝国劇場 / 10月13日 - 10月25日、梅田芸術劇場メインホール）[15][16]
- 新春滝沢革命（2010年、帝国劇場）
- 新春人生革命（2010年、帝国劇場）
- 滝沢歌舞伎 -TAKIZAWA KABUKI-（2010年4月4日 - 5月8日、日生劇場） - 「MisSnowman」表記[17]
- A.B.C-Zプロデュース「みんなクリエに来てクリエ!」（2010年5月21日 - 26日[18]、シアタークリエ）[19]
- 少年たち 格子無き牢獄（2010年9月3日 - 26日、日生劇場）[20]
- 新春滝沢革命（2011年1月1日 - 27日、帝国劇場）[21]
- 滝沢歌舞伎（2011年4月8日 - 5月8日、日生劇場）
- 少年たち 格子無き牢獄（2011年9月5日 - 29日、日生劇場） - 真田、野澤[22]
- 帝劇 Johnnys Imperial Theatre Special - Kis-My-Ft2 with ジャニーズJr.（2011年9月27日 - 29日、帝国劇場） - 深澤、佐久間、渡辺、宮舘、岩本
- 新春滝沢革命（2012年1月1日 - 29日、帝国劇場） - 深澤、佐久間、渡辺、宮舘、岩本[23]
- ABC座 星（スター）劇場（2012年2月4日 - 29日、日生劇場） - 深澤、佐久間、渡辺、宮舘、岩本[23][注 1]

### コンサート
- フォーラム新記録!!ジャニーズJr.〔1日4公演やるぞ!〕コンサート（2009年6月7日、東京国際フォーラム）[25]
- ジャニーズJr.夏休み全員集合1日4公演!!（2009年8月18日、東京国際フォーラム）[26]